# Neoscombrops cynodon
Neoscombrops cynodon és una espècie de peix pertanyent a la família dels acropomàtids.

## Descripció
- Pot arribar a fer cm de llargària màxima (normalment, en fa).
- 10 espines i 10 radis tous a l'aleta dorsal i 3 espines i 7 radis tous a l'anal.[6]

## Hàbitat
És un peix marí i batipelàgic.

## Distribució geogràfica
Es troba a l'Índic occidental: Sud-àfrica.

## Observacions
És inofensiu per als humans.